# آتیه‌نو
شهر آتیه‌نو(به یونانی: Αθηένου یا Αθηαίνου، محلی [aθiˈenu]) یک روستا در ناحیه لارناکا، قبرس است. این یکی از تنها چهار روستایی است که در منطقه حائل سازمان ملل قرار دارد، سه روستای دیگر Pyla, Troulloi و Deneia هستند. امروزه آتینو حدود ۱۰۰۰۰ نفر جمعیت دارد. از سال ۱۹۹۰، محل پروژه باستان شناسی آتینو کالج دیویدسون بوده است. تالار شهر شامل موزه تاریخ و فرهنگ محلی است که در سال ۲۰۰۸ تأسیس شده است.